# Ovillers-la-Boisselle
Ovillers-la-Boisselle è un comune francese di 407 abitanti situato nel dipartimento della Somme nella regione dell'Alta Francia.

## Società

### Evoluzione demografica
Abitanti censiti

## Storia
Il comune consiste di due paesi, che furono distrutti durante le prime fasi della battaglia della Somme. Vicino al paese è ancora presente un cratere (cratere di Lochnagar) di 80 metri di diametro, creato da una mina il 1º luglio del 1916.

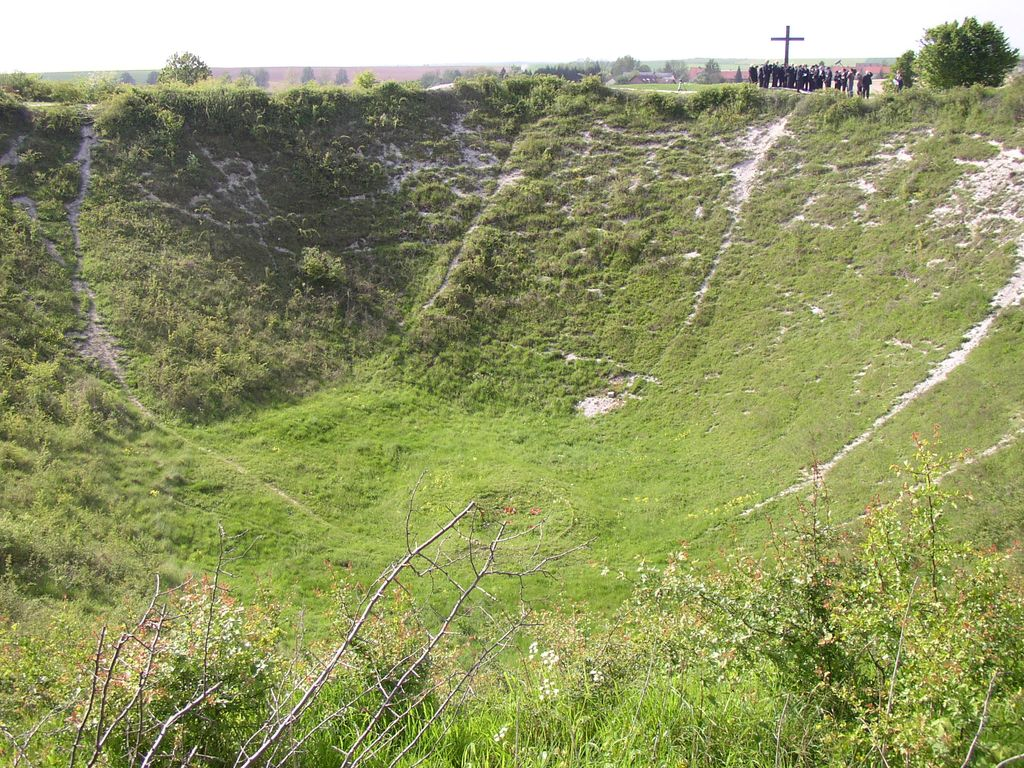
Cratere di Lochnagar, Ovillers